# Zlatarica
Zlatarica (in bulgaro Златарица?) è un comune bulgaro situato nella regione di Veliko Tărnovo di 5 004 abitanti (dati 2009). La sede comunale è nella località omonima.

## Località
Il comune è formato dall'insieme delle seguenti località:
- Zlatarica (sede comunale)
- Češma
- Čistovo
- Čukata
- Dedina
- Dedinci
- Delova Mahala
- Dolno Šivačevo
- Durovci
- Dălgi Pripek
- Gorna Hadžijska
- Gorsko Pisarevo
- Gorsko Novo Selo
- Kalajdžii
- Novogorci
- Ovoštna
- Ravnovo
- Razsoha
- Rezač
- Rekička
- Rodina
- Rosno
- Slivovica
- Sredno Selo